# Lawrenceville (Pennsylvanie)
Pour les articles homonymes, voir Lawrenceville.
Lawrenceville est un borough situé au nord du comté de Tioga, en Pennsylvanie, aux États-Unis,. En 2010, il comptait une population de 581 habitants, estimée au 1er juillet 2020 à 568 habitants. Le borough est incorporé en mai 1831.

## Démographie
Lors du recensement de 2010, le borough comptait une population de 581 habitants. Elle est estimée, en 2020, à 568 habitants.

### Source de la traduction
- (en) Cet article est partiellement ou en totalité issu de l’article de Wikipédia en anglais intitulé « Lawrenceville, Pennsylvania » (voir la liste des auteurs).